# Docteur Françoise Gailland
Docteur Françoise Gailland is een Franse film van Jean-Louis Bertuccelli die uitgebracht werd in 1976.
Het scenario is gebaseerd op de roman Un Cri (1973) van Noëlle Loriot.
In Frankrijk was Docteur Françoise Gailland een van de meest succesvolle Franse films van 1976.

## Verhaal
Françoise Gailland is een gerenommeerd en vaak geconsulteerd neuroloog die zichzelf stelselmatig voorbijloopt. Ze krijgt erg veel respect van haar patiënten en haar collega's. Haar privéleven lijdt echter fel onder haar werk: ze vindt geen tijd noch voor haar echtgenoot noch voor haar zwangere tienerdochter of voor haar zoon. Toch vindt ze nog wat tijd voor haar minnaar. 
Op een dag komt tijdens een routineonderzoek aan het licht dat een van haar longen een kankergezwel vertoont. Aanvankelijk ontkent ze haar toestand en zoekt ze haar toevlucht bij haar minnaar.
Een tijd later bedenkt ze zich en begint ze heel haar leven in vraag te stellen. Ze besluit zich te laten opereren.

## Rolverdeling
| Acteur                   | Personage                                    |
| ------------------------ | -------------------------------------------- |
| Annie Girardot           | Françoise Gailland                           |
| Jean-Pierre Cassel       | Daniel Letessier, de minnaar van Françoise   |
| François Périer          | Gérard Gailland, de man van Françoise        |
| Isabelle Huppert         | Élisabeth Gailland, de dochter van Françoise |
| William Coryn            | Julien Gailland, de zoon van Françoise       |
| Suzanne Flon             | Geneviève Liénard                            |
| Anouk Ferjac             | Fabienne                                     |
| Margo Lion               | de moeder van Françoise                      |
| Jenny Clève              | Denise Fourcade, de moedige verpleegster     |
| Josephine Chaplin        | Hélène Varèse                                |
| Bernard-Pierre Donnadieu | een brandweerman                             |
| Pascal Greggory          | een zieke in het hospitaal                   |
| Michel Subor             | Chabret                                      |
| André Falcon             | de directeur                                 |